# Amez
Ámez o Ames (del Euskera: Ametz ‘Roble’) es un apellido toponímico de origen vasco. Originario de Sopuerta en Vizcaya,  a inicios del siglo XIX se extendió a Panamá, México y Perú.

## Etimología
El vocablo Ámez, Ames o Ametz en euskera, proviene del nombre dado en el País Vasco, al roble negro, rebollo, quejigo o melojo (Quercus pyrenaica). Los apellidos derivados de la raíz fitotoponímica ametz o ametza son, por ejemplo: Amezaga (robledal), Amezqueta (campo de robles), Amezcua (el del roble), entre otros.

## Blasones
«AMEZ: En oro, un sauce de sinople, y un oso de sable empinado al tronco; partido también de oro, con tres bandas de gulesgules. Bordura general de plata con ocho armiños de sable.»
 Cadenas y López & Cadenas y Vicent - Heraldario español, europeo y americano (2000). 

## Historia

Vizcaya, lugar de origen del apellido.

### España
La Casa de Ámez floreció como casa hidalga en el concejo de Sopuerta, del partido judicial de Valmaseda, Vizcaya; durante el siglo XIII. Las referencias históricas más antiguas de los miembros de este solar se ubican en las actas de nacimiento y matrimonio de la parroquia San Pedro de Galdames en Vizcaya, cuyos registros datan del año 1505. Dedicados al comercio en Bilbao, no tuvieron vida pública destacada hasta la segunda mitad del siglo XVII, cuando los hermanos José, Sebastián y Pedro de Ámez y Alcedo, figuraron entre los hidalgos vizcaínos que ejercieron cargos como funcionarios en el Ayuntamiento de Madrid.
En 1790, Miguel de Ámez y Landa, comerciante naviero en Bilbao, ocupó la alcaldía de dicha ciudad en 1785 y fue presidente de la Casa de Contrataciones de Bilbao (1790-1792), así como diputado de la villa entre 1795 y 1805.

### América

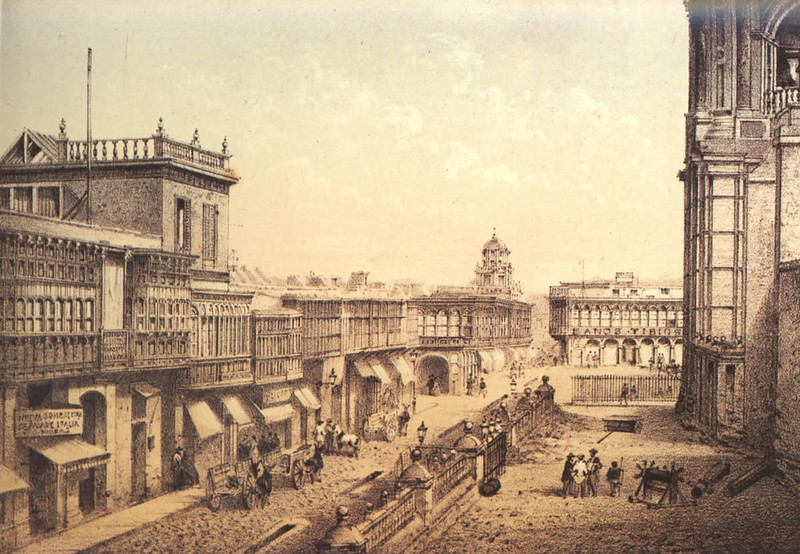
Lima, ciudad donde se estableció la segunda rama en 1755.

La familia estableció tres ramas en América, una en México, actualmente desaparecida, y dos en Perú, que todavía cuenta con descendientes.
En la década de 1660, Pedro de Ámez y Alcedo fue el primer miembro de la familia en asentarse en América, precisamente en Panamá, siendo elegido diputado de la Real Audiencia de Panamá entre 1668 y 1677, retornó a España antes de 1680 sin descendencia. Casi un siglo después, en 1760, se estableció en México la primera rama, por el vizcaíno Manuel Ámez de Las Rivas, quien se casó con la orizabeña María Luisa Arguelles-Montes García, tuvieron como hijo al sacerdote mexicano Antonio Amez y Arguelles, quien tuvo destacada actuación durante la Guerra de Independencia de México.
La segunda rama sentó raíces en Perú, paralelamente al establecimiento de Manuel en México; sus parientes Francisco de Ámez y Llano y Domingo de Larrea y Ámez, naturales de Bilbao, se afincaron en Lima hacia el año 1755, fueron empresarios navieros que operaron entre dicha ciudad, Panamá y España a finales del virreinato del Perú, administrando una de las empresas de barcos mercantes más grandes de esa época, entre 1760 y 1790. Algunos de sus descendientes se instalaron en Lima, Junín y Arequipa pasando a utilizar la variante Ames como apellido. El coronel Nicolás Ames Calderón y Rodríguez, figura como firmante del acta de Independencia del Perú en el Cabildo de Lima, el 15 de julio de 1821, también participó en las victorias de Junín y Ayacucho.

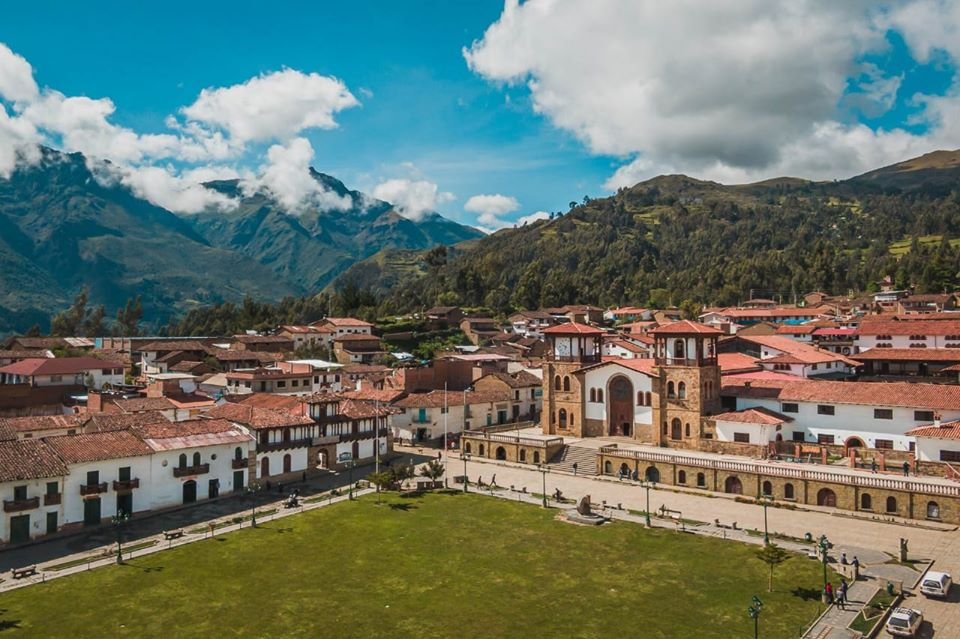
Chacas, pueblo donde se asentó la tercera rama en 1812.

El tercer tronco familiar fue el correspondiente al oficial vizcaíno Francisco de Ámez y Amezcaray del Río, quien llegó a Chacas, en la actual región de Áncash en 1811. Era sobrino de los empresarios mencionados, y comandaría el regimiento de infantería real de la provincia de Conchucos. En 1813 se casó con la chacasina Manuela Navarro Menéndez de Carvajal con la que tuvo 16 hijos. De su descendencia resaltan:
María Amez Márquez, escritora; Alcides Amez Márquez, glaciólogo; José Robles Arnao Ámez, prefecto de Áncash; Manuel Fernando Rincón Amez, diputado y vocal de la Corte Superior de Justicia de Áncash; Lorenzo Amez Navarro, abogado, diputado de la República, alcalde de la provincia de Huari y del distrito de Chacas; Misael Amez Chávez, sacerdote de Chacas, entre otros personajes.